# Sycon tenellum
Sycon tenellum är en svampdjursart som beskrevs av Lendenfeld 1891. Sycon tenellum ingår i släktet Sycon och familjen Sycettidae. Inga underarter finns listade i Catalogue of Life.